# كيمياء عضوية حيوية
الكيمياء العضوحيوية هو فرع من فروع العلم يمزج بين الكيمياء العضوية والكيمياء الحيوية. تهدف الكيمياء الحيوية لفهم العمليات الحيوية باستخدام الكيمياء بينما تحاول الكيمياء الحيوية تطبيق الأبحاث الكيمياء عضوية في علم الأحياء. الكيمياء الحيوية العضوية هي مجال يركز على الكيمياء الحيوية للعناصر والمركبات غير العضوية. يتضمن ذلك ديناميكيات أيونات المعادن في الأنظمة الحية ، ووظيفة البروتينات المعدنية ، وتطبيق الأدوية غير العضوية.
الجزيئات العضوية هي تلك التي تمتلك روابط كربون-هيدروجين ، والتي تشكل بالتالي غالبية الجزيئات الحيوية في الكائنات الحية. ترتبط غالبية الكربون والنيتروجين في الحيوانات الحية بالبروتين العضوي والدهون ومركبات الكربوهيدرات ، مع وجود معظم الأكسجين والهيدروجين في الماء. تشمل العناصر التالية الأكثر شيوعًا في الكائنات الحية العناصر غير العضوية: الكالسيوم ، والصوديوم ، والكلور ، والبوتاسيوم ، والفوسفور ، والكبريت ، والتي تلعب أدوارًا مختلفة في تحقيق الوظائف الخلوية والتوازن.
الكالسيوم ، على سبيل المثال ، يعمل كإلكتروليت ضروري في تقلص العضلات وإشارات الأعصاب ، بالإضافة إلى تكوين العظام والأسنان ، بينما يوفر الفوسفور أيون الفوسفات (PO4 3-) ، وهو مكون رئيسي في الحمض النووي ، والحمض النووي الريبي ، والفوسفوليبيد ، وجزيء نقل الطاقة أدينوسين 5-ثلاثي الفوسفات (ATP).